# Hadivoni, Mudigere
Hadivoni là một làng thuộc tehsil Mudigere, huyện Chikmagalur, bang Karnataka, Ấn Độ.